# Clopidogrel

Clopidogrel

O clopidogrel é um fármaco do grupo dos antiagregantes plaquetares com ação inibitória sobre os receptores de adenosina difosfato (ADP). É usado no tratamento e e prevenção da trombose arterial.

## Usos clínicos
- Prevenção de isquémia transitória
- Prevenção de recorrência de enfarte do miocárdio e AVCs
- Angina de peito instável.

## Mecanismo de acção
Ele é um bloqueador irreversível do receptor de ADP das plaquetas que é fundamental na sua activação e agregação. Não têm efeitos a nível dos prostanoides (que é o mecanismo da aspirina, o mais importante dos antiplaquetares).
É um avançado antagonista do receptor de ADP que inibe a agregação plaquetária.

## Administração
Oral. Efeito inicia-se após 8 horas, inibição irreversível dura 7-10 dias.[carece de fontes?]
Contudo o estudo [CURE] demonstrou redução de risco aterotrombótico a partir da segunda hora da administração.

## Efeitos clinicamente úteis
Inibem a agregação das plaquetas, evitando a formação de trombos arteriais.
Aparentemente não causa complicações no feto na gravidez.

## Efeitos adversos
Menos graves que os da ticlopidina.
- Hemorragia
- Trombocitopenia (défice de plaquetas).
- Púrpura trombocitopénica trombótica (doença com hemorragias).
- Raramente neutropenia.